# Queen Elizabeth II Bridge
Die Queen Elizabeth II Bridge ist eine 137 Meter hohe und 812 Meter lange Schrägseilbrücke über die Themse in Südengland. Die nach Elisabeth II. benannte Brücke wurde am 30. Oktober 1991 von ihr feierlich eröffnet. Sie ist der südwärts führende Teil des Dartford Crossing, eines mautpflichtigen Abschnitts der Ringautobahn um London. Die Brücke führt parallel zu zwei Tunneln unter der Themse, die heute noch als Verbindung in Richtung Norden dienen.
Zum Zeitpunkt ihrer Eröffnung war die Brücke die längste Schrägseilbrücke Europas. 1996 wurden mit der Second Severn Crossing, der heutigen Prince of Wales Bridge, und 2017 mit der Queensferry Crossing längere Schrägseilbrücken im Vereinigten Königreich eröffnet. Die Brücke gehört zu den östlich von London gelegenen Übergängen über die Themse.

## Beschreibung
Die Brücke hat eine Spannweite zwischen ihren zwei Pylonen von 450 Metern. Die Fahrbahnplatte wird von bis zu 84 Meter langen Stahlkabeln am Pylon gehalten. Die Gesamthöhe der Pylone beträgt 137 Meter. Zwei Viadukte aus Beton heben an beiden Enden der Brücke den Straßenverlauf auf das Niveau der Brücke. Der Viadukt im Norden ist 1052 Meter lang, der im Süden 1008 Meter. Die Gesamtlänge der Brückenkonstruktion erreicht damit 2872 Meter. An ihrem höchsten Punkt liegt die Brücke 65 Meter über dem Fluss und ermöglicht damit auch großen Schiffen die Durchfahrt in den Hafen von London. Die Kosten der Brücke beliefen sich auf 120 Millionen Pfund Sterling, weitere 30 Millionen kostete die Errichtung der Viadukte.

## Verkehr
Obwohl Dartford Crossing und damit diese Brücke ein Teil des Londoner Autobahnringes (M25) ist, ist dieser Abschnitt selbst rechtlich keine Autobahn, sondern eine A-Straße, die A282. So dürfen auch Fahrzeuge ohne Autobahnberechtigung die Flussquerung nutzen, müssen die Straße jedoch bald wieder verlassen.